# 블랙 벌룬
《블랙 벌룬》(영어: The Black Balloon)은 2008년에 개봉한 오스트레일리아의 코미디 드라마 영화이다.

## 출연진
- 리스 웨이크필드 - 토머스 몰리슨 역
- 루크 포드 - 찰리 몰리슨 역
- 토니 콜렛 - 매기 몰리슨 역
- 에릭 톰슨 - 사이먼 몰리슨 역
- 제마 워드 - 재키 마스터스 역
- 네이신 버틀러 - 크리스 역
- 피래스 디라니 - 러셀 역
- 라이언 클라크 - 딘 역

## 우리말 녹음
KBS 성우진 (2008년 10월 25일)
- 김일 - 토머스(리스 웨이크필드)
- 김영진 - 찰리(루크 포드)
- 안경진 - 매기(토니 콜렛)
- 설영범 - 사이먼(에릭 톰슨)
- 이채정 - 재키(제마 워드)
- 임성표 - 재키의 아빠(앤서니 필런) / 선생님(폴 도일)
- 김혜미 - 동네 남자 아이(샘 프레이저) / 선생님(리베카 매시)
- 박찬희 - 딘(라이언 클라크)
- 은정 - 여학생(칼라 지)
- 이지환 - 딘의 친구(네이신 버틀러)
- 박지윤 - 여학생(엘메이 패터슨)
- 차진욱 - 딘의 친구(에런 글러네인)

KBS 제작진
- 녹음 - 백광재
- 타이틀 제작 - 반한성
- 그래픽 - 권미정
- 편집 - 황인규
- 번역 - 최성연
- 연출 - 서원석
- 우리말제작 - KBS 미디어